# 卡洛斯·莱斯梅斯·塞拉诺
卡洛斯·莱斯梅斯·塞拉诺（西班牙語：Carlos Lesmes Serrano，1958年6月10日—）是西班牙法官和检察官，2013年12月开始担任西班牙最高法院院长兼司法权总委员会主席。

## 生涯
1958年出生于马德里，法律专业毕业。历任检察官，地方法官，西班牙宪法法院法官。
1996年至2004年被任命为良心拒服兵役者，2000年至2004年被任命为司法部执法关系秘书处处长，期间暂停法官职务。
2005年返回国家法院行政法庭第八科，并被任命为首席法官，直至2010年。
在2013年12月9日司法权总委员会选举中，他当选西班牙最高法院院长兼司法权总委员会主席。
被授予西班牙司法最高荣誉圣雷蒙多·德·佩尼亚福特大十字勋章和西班牙人权联盟颁发的良心拒服兵役者金奖。